# Triangle de Bennington
Pour les articles homonymes, voir Triangle (homonymie) et Bennington.

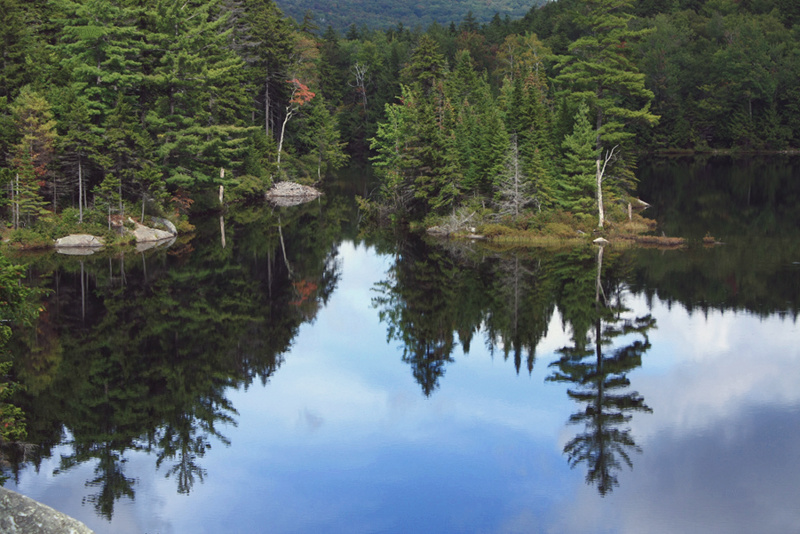
L'étang de Little Rock, de la forêt nationale de Green Mountain, dans le Vermont, zone des disparitions.

Le triangle de Bennington décrit une région du Vermont, aux États-Unis, marquée par les disparitions de plusieurs personnes dans les années 1940 et les années 1950 autour de la ville fantôme de Glastenbury et du mont Glastenbury, situé dans la forêt nationale de Green Mountain.

## Description
Les limites de ce « triangle » ne sont pas précises, mais il a pour centre le mont Glastenbury, ce qui inclurait donc les municipalités avoisinantes : Bennington, Shaftsbury, Somerset et Woodford.
La paternité du terme « triangle de Bennington » (en anglais Bennington Triangle) est attribuée à Joseph A. Citro, un auteur et folkloriste de l'État du Vermont, qui aurait utilisé l'expression pour la première fois à la radio publique en 1992.

## Disparitions

### Middie Rivers (1945)
Le 12 novembre 1945, Middie Rivers, un homme de 74 ans, disparaît lors d'une partie de chasse. Il s'éloigne des 4 chasseurs qu'il guide et ne rejoint jamais le groupe. Une recherche exhaustive des lieux ne mène qu'à la découverte d'une cartouche de fusil de chasse dans un ruisseau. Rivers est décrit comme un chasseur et pêcheur expérimenté ayant une excellente connaissance des environs.

### Paula Welden (1946)
Paula Jean Welden (en),, une femme de 18 ans de Stamford (Connecticut) qui est étudiante de deuxième année au Bennington College, disparaît le 1er décembre 1946 lors d'une randonnée sur la Long Trail (long sentier) à Woodford. Elle est vue par plusieurs personnes au cours de la journée, notamment par Ernest Whitman, un employé du quotidien local Bennington Banner, qui l'aide à s'orienter en lui donnant des indications. Un couple âgé rapporte également l'avoir vue : ils disent l'avoir aperçue, seule, environ 100 yards (91 mètres) devant eux, jusqu'à ce qu'elle disparaisse dans un virage du sentier. À leur passage sur ce même virage, le couple ne voit plus la jeune femme.

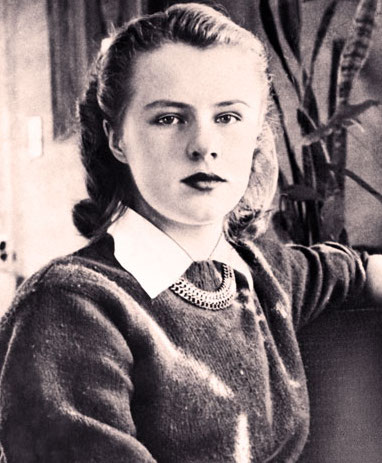
Paula Jean Welden.

La disparition de Paula Welden est signalée par son établissement scolaire et reçoit une attention nationale. Des recherches sont organisées, auxquelles participe le FBI, les corps policiers des États voisins de New York et du Connecticut ainsi que des centaines de volontaires, et une récompense de 5 000 dollars est promise par le père de l'étudiante. Des rumeurs, jamais appuyées par des preuves, circulent à l'effet que Welden a volontairement disparu, soit pour s'établir au Canada avec un garçon, soit pour vivre en ermite dans les montagnes.
La disparition de Paula Welden a mené à la création de la police d'État du Vermont à l'été 1947.

### James Tedford (1949)
La troisième disparition serait celle de James E. Tedford (parfois aussi orthographié « Teford » ou « Tetford ») le 1er décembre 1949, trois ans jour pour jour après la disparition de Paula Welden. Tedford, un ancien combattant d'une soixantaine d'années, habite une pension pour anciens militaires à Bennington, de passage à Saint Albans pour visiter de la famille. Il quitte cette dernière localité en autocar. Selon des témoins, il aurait été aperçu dans l'autocar au dernier arrêt avant Bennington, mais disparaît entre celui-ci et Bennington, sa destination. La légende veut qu'il ait laissé derrière lui ses effets personnels dans le compartiment à bagages et un horaire d'autobus ouvert sur son siège vacant.

### Paul Jepson (1950)
Paul Jepson, 8 ans, a disparu le 12 octobre 1950. L'enfant aurait été laissé seul dans un pick-up et sa mère aurait quitté le véhicule pour nourrir des porcs. Elle se serait absentée durant environ une heure pour constater à son retour la disparition. La rumeur veut que des chiens aient suivi la trace du jeune Jepson jusqu'à une autoroute.

### Frieda Langer (1950)

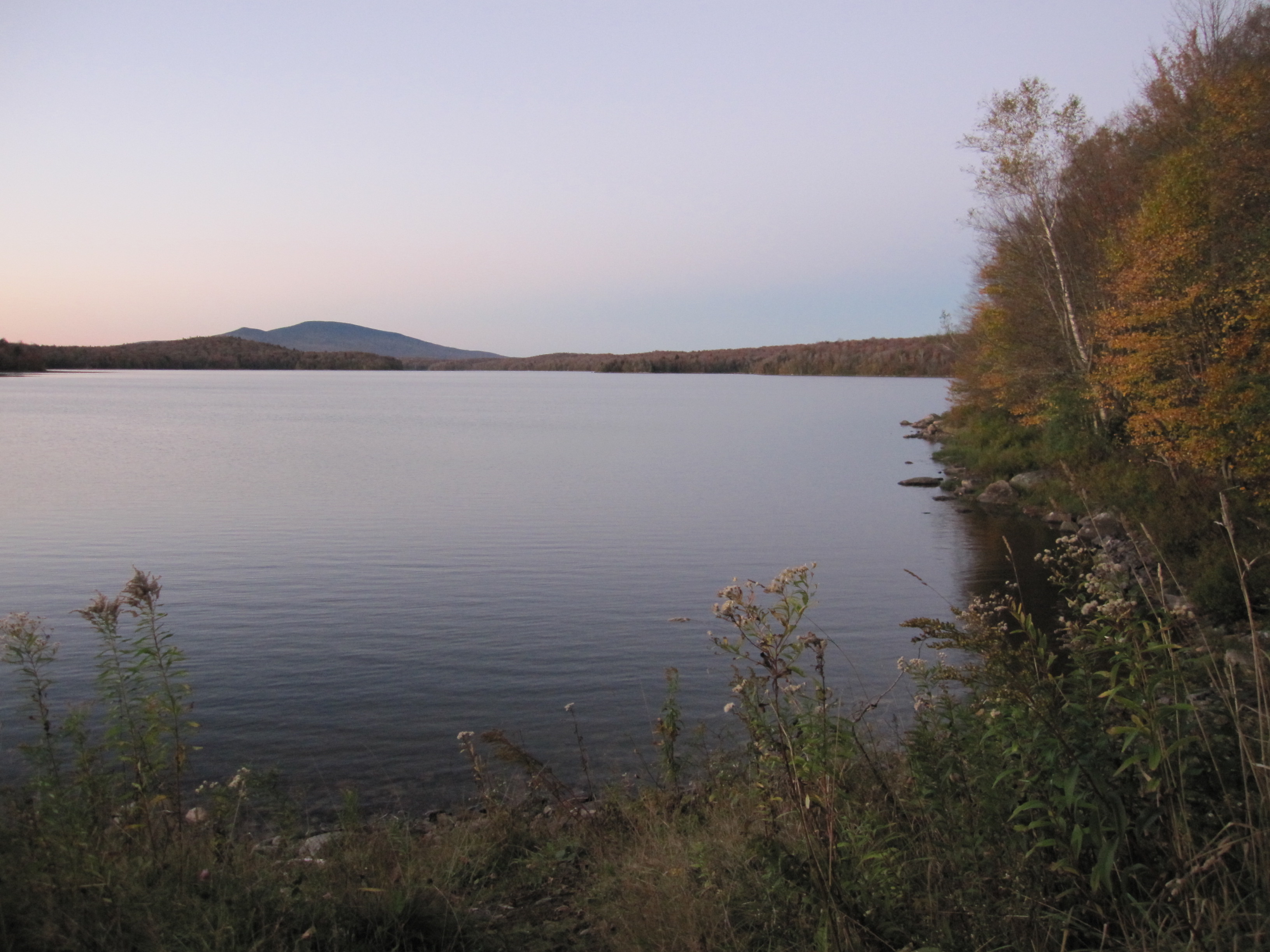
Le réservoir de Somerset, dans le Vermont, en 2010.

Le 28 octobre 1950, seize jours après la disparition de Paul Jepson, Frieda Langer, une femme de 53 ans de North Adams dans le Massachusetts, disparaît dans la forêt nationale de Green Mountain après avoir quitté pour une randonnée le campement familial près du réservoir de Somerset, accompagnée de son cousin Herbert Elsner. La quinquagénaire fait une chute dans un ruisseau et insiste pour retourner au campement changer ses vêtements, demandant à son cousin de l'attendre. Ce dernier patiente donc mais retourne au camp lorsqu'il constate que sa cousine ne revient pas. Au cours des deux semaines qui suivent, quelque 300 personnes participent à cinq recherches, certaines effectuées par avion ou hélicoptère. Le 12 mai 1951, le corps de Frieda Langer est retrouvé près de Somerset Reservoir, dans une zone qui avait pourtant fait l'objet de recherches sept mois plus tôt. L'état du corps, exposé aux intempéries, rend la cause du décès impossible à déterminer.

## Dans la culture populaire
L'historien vermontais Tyler Resch, auteur de Glastenbury: The History of a Vermont Ghost Town, rejette les explications supernaturelles des événements attribués au triangle de Bennington. Il considère étonnant qu'il n'y ait pas davantage de disparitions dans cette très vaste région peu peuplée, et estime que des écrivains ont largement exagérés des faits mal documentés et souligne que Middie Rivers est le seul cas documenté de personne disparue à Glastenbury.
Le triangle de Bennington est l'objet d'un reportage de l'émission Unsolved Mysteries diffusé pour la première fois le 17 mai 1996, ainsi que d’un reportage dans l’émission « Enquêtes paranormales » sur C8.
Les disparitions du triangle de Bennington, et plus particulièrement celle de Paula Welden, auraient inspiré la romancière américaine Shirley Jackson pour l'écriture de plusieurs de ses œuvres, notamment ses nouvelles The Missing Girl et Louisa, je t'en prie, reviens à la maison, et son second roman Hangsaman (1951),. De la même manière, la disparition de Paula Welden a servi comme point de départ à Donna Tartt pour son œuvre Le Maître des illusions (1992).